# Pellado
Le Pellado est un volcan du centre du Chili culminant à 3 120 mètres d'altitude.

## Géographie
Le Pellado est situé dans le centre du Chili, dans la cordillère des Andes, non loin de la frontière avec l'Argentine située à l'est. Administrativement, il se trouve sur la limite entre les provinces de Linares et de Talca de la région du Maule.
Culminant à 3 120 mètres d'altitude, ses flancs sont fortement érodés et partiellement recouverts par le San Pedro, un autre stratovolcan situé juste à l'ouest. Il forme avec ce dernier un ensemble volcaniquement lié.

## Histoire
Le Pellado s'est édifié à partir du Pliocène dans la caldeira du Río Colorado qui s'est formée il y a 500 000 ans. Sa dernière éruption est inconnue et son activité actuelle est représentée par des fumerolles sur son flanc sud-est.